# Доллауэй, Си Би
Кла́ренс Ба́йрон «Си Би» До́ллауэй (англ. Clarence Byron "C. B." Dollaway; род. 10 августа 1983, Батл-Крик) — американский боец смешанного стиля, представитель средней весовой категории. Выступает на профессиональном уровне начиная с 2006 года, известен прежде всего по участию в турнирах бойцовских организации UFC, финалист 7 сезона бойцовского реалити-шоу The Ultimate Fighter.

## Биография
Си Би Доллауэй родился 10 августа 1983 года в городе Батл-Крик штата Мичиган. Во время учёбы в старшей школе серьёзно занимался борьбой, становился чемпионом штата в своей весовой категории. В колледже и затем в Университете штата Аризона тоже состоял в борцовских командах, выступал в первом дивизионе Национальной ассоциации студенческого спорта, в 2006 году получил статус всеамериканского спортсмена.
Заниматься ММА начал здесь же в Аризоне в местном зале Arizona Combat Sports, а позже перешёл в зал известного бойца Райана Бейдера Power MMA and Fitness.

### Начало профессиональной карьеры
Дебютировал в смешанных единоборствах на профессиональном уровне в ноябре 2006 года, отправив своего соперника в нокаут за 17 секунд. Дрался в небольших американских промоушенах, из всех поединков неизменно выходил победителем.

### The Ultimate Fighter
Имея в послужном списке шесть побед без единого поражения, в 2008 году Доллауэй стал участником седьмого сезона популярного бойцовского реалити-шоу The Ultimate Fighter. На отборочном этапе техническим нокаутом выиграл у Дэвида Баггетта и под первым номером был выбран в команду Куинтона Джексона.
Доллауэй благополучно прошёл следующих оппонентов в предварительном раунде и на стадии четвертьфиналов, однако в полуфинале уступил Амиру Садоллаху — в третьем раунде попался на рычаг локтя и вынужден был сдаться. Несмотря на проигрыш, он всё же получил возможность выступить в финале, заменив травмировавшегося Джесси Тейлора, но для этого ему пришлось выиграть у ещё одного соперника. В решающем финальном поединке Доллауэй вновь встретился с Садоллахом и вновь уступил ему сдачей в результате проведённого рычага локтя.

### Ultimate Fighting Championship
Благодаря успешному выступлению в шоу TUF, Си Би Доллауэй получил возможность подписать контракт с крупнейшей бойцовской организацией мира Ultimate Fighting Championship и в июле 2008 года вышел в октагон против восстановившегося от травмы Джесси Тейлора. Заставил соперника сдаться, впервые в истории UFC применив «перуанский галстук» — за это был награждён бонусом за лучший приём вечера.
В дальнейшем выступал в UFC с переменным успехом, отметился победами над такими бойцами как Майк Массенцио, Джей Сильва, Горан Рельич, Джо Доэрксен, Джейсон Миллер, Даниел Сарафян, Сезар Феррейра, Франсис Кармон, Эд Херман, но проиграл Тому Лоулору, Марку Муньосу, Джареду Хамману, Тиму Боучу, Лиоте Мачиде, Майклу Биспингу и Нейту Марквардту. Получил ещё одну награду за лучший приём вечера, удостоился наград за лучший бой вечера и лучшее выступление вечера.
В марте 2018 года в поединке с кубинцем Эктором Ломбардом пропустил два удара, нанесённых после гонга об окончании первого раунда — не смог продолжать драться из-за этого, и его сопернику засчитали поражение.

## Статистика в профессиональном ММА
| Боёв 26          | Побед 17 | Поражений 9 |
| ---------------- | -------- | ----------- |
| Нокаутом         | 6        | 5           |
| Сдачей           | 3        | 2           |
| Решением         | 7        | 2           |
| Дисквалификацией | 1        | 0           |

| Результат | Рекорд | Соперник          | Способ                        | Турнир                                  | Дата             | Раунд | Время | Место               | Примечание                                                                    |
| --------- | ------ | ----------------- | ----------------------------- | --------------------------------------- | ---------------- | ----- | ----- | ------------------- | ----------------------------------------------------------------------------- |
| Поражение | 17-9   | Халид Муртазалиев | TKO (удары руками)            | UFC Fight Night: Hunt vs. Oleinik       | 15 сентября 2018 | 2     | 5:00  | Москва, Россия      |                                                                               |
| Победа    | 17-8   | Эктор Ломбард     | DQ (удары после гонка)        | UFC 222                                 | 3 марта 2018     | 1     | 5:00  | Лас-Вегас, США      | Вернулся в средний вес. Ломбарда дисквалифицировали за два удара после гонга. |
| Победа    | 16-8   | Эд Херман         | Единогласное решение          | The Ultimate Fighter 25 Finale          | 7 июля 2017      | 3     | 5:00  | Лас-Вегас, США      | Дебют в полутяжёлом весе.                                                     |
| Поражение | 15-8   | Нейт Марквардт    | KO (удар рукой)               | UFC on Fox: dos Anjos vs. Cerrone 2     | 19 декабря 2015  | 2     | 0:28  | Орландо, США        |                                                                               |
| Поражение | 15-7   | Майкл Биспинг     | Единогласное решение          | UFC 186                                 | 25 апреля 2015   | 3     | 5:00  | Монреаль, Канада    |                                                                               |
| Поражение | 15-6   | Лиото Мачида      | TKO (удары)                   | UFC Fight Night: Machida vs. Dollaway   | 20 декабря 2014  | 1     | 1:02  | Баруэри, Бразилия   |                                                                               |
| Победа    | 15-5   | Франсис Кармон    | Единогласное решение          | UFC Fight Night: Munoz vs. Mousasi      | 31 мая 2014      | 3     | 5:00  | Берлин, Германия    | Выступление вечера.                                                           |
| Победа    | 14-5   | Сезар Феррейра    | KO (удары руками)             | UFC Fight Night: Shogun vs. Henderson 2 | 23 марта 2014    | 1     | 0:39  | Натал, Бразилия     |                                                                               |
| Поражение | 13-5   | Тим Боуч          | Раздельное решение            | UFC 166                                 | 19 октября 2013  | 3     | 5:00  | Хьюстон, США        |                                                                               |
| Победа    | 13-4   | Даниэль Сарафян   | Раздельное решение            | UFC on FX: Belfort vs. Bisping          | 19 января 2013   | 3     | 5:00  | Сан-Паулу, Бразилия | Бой вечера.                                                                   |
| Победа    | 12-4   | Джейсон Миллер    | Единогласное решение          | UFC 146                                 | 26 мая 2012      | 3     | 5:00  | Лас-Вегас, США      |                                                                               |
| Поражение | 11-4   | Джаред Хамман     | TKO (удары руками)            | UFC Live: Hardy vs. Lytle               | 14 августа 2011  | 2     | 3:38  | Милуоки, США        |                                                                               |
| Поражение | 11-3   | Марк Муньос       | KO (удары руками)             | UFC Live: Sanchez vs. Kampmann          | 3 марта 2011     | 1     | 0:54  | Луисвилл, США       |                                                                               |
| Победа    | 11-2   | Джо Доэрксен      | Сдача (гильотина)             | UFC 119                                 | 25 сентября 2010 | 1     | 2:13  | Индианаполис, США   | Приём вечера.                                                                 |
| Победа    | 10-2   | Горан Рельич      | Единогласное решение          | UFC 110                                 | 21 февраля 2010  | 3     | 5:00  | Сидней, Австралия   |                                                                               |
| Победа    | 9-2    | Джей Сильва       | Единогласное решение          | UFC Fight Night: Diaz vs. Guillard      | 16 сентября 2009 | 3     | 5:00  | Оклахома-Сити, США  |                                                                               |
| Поражение | 8-2    | Том Лоулор        | Техническая сдача (гильотина) | UFC 100                                 | 11 июля 2009     | 1     | 0:55  | Лас-Вегас, США      |                                                                               |
| Победа    | 8-1    | Майк Массенцио    | TKO (удары руками)            | UFC 92                                  | 27 декабря 2008  | 1     | 3:01  | Лас-Вегас, США      |                                                                               |
| Победа    | 7-1    | Джесси Тейлор     | Сдача (перуанский галстук)    | UFC Fight Night: Silva vs. Irvin        | 19 июля 2008     | 1     | 3:58  | Лас-Вегас, США      | Приём вечера.                                                                 |
| Поражение | 6-1    | Амир Садоллах     | Сдача (рычаг локтя)           | The Ultimate Fighter 7 Finale           | 21 июня 2008     | 1     | 3:02  | Лас-Вегас, США      | Проиграл The Ultimate Fighter 7 в среднем весе.                               |
| Победа    | 6-0    | Билл Смоллвуд     | Сдача (удушение сзади)        | SE: Vale Tudo                           | 27 октября 2007  | 1     | N/A   | Мексика             |                                                                               |
| Победа    | 5-0    | Ханс Марреро      | TKO (удары)                   | HDNet Fights 1                          | 13 октября 2007  | 1     | 1:07  | Даллас, США         |                                                                               |
| Победа    | 4-0    | Джо Банч          | TKO (удары руками)            | IFO: Wiuff vs. Salmon                   | 1 сентября 2007  | 2     | 4:31  | Лас-Вегас, США      |                                                                               |
| Победа    | 3-0    | Джордж Хартман    | Единогласное решение          | Rage in the Cage 94                     | 28 апреля 2007   | 3     | 3:00  | Финикс, США         |                                                                               |
| Победа    | 2-0    | Леви Лалонд       | TKO (удары руками)            | WFC: Desert Storm                       | 31 марта 2007    | 1     | 2:40  | Кэмп-Верде, США     |                                                                               |
| Победа    | 1-0    | Чак Пабло         | TKO (слэм)                    | Cage Fighting Federation                | 10 ноября 2006   | 1     | 0:17  | Альбукерке, США     |                                                                               |